# Pitcairnia calcicola
Pitcairnia calcicola är en gräsväxtart som beskrevs av Jason Randall Grant och J.F.Morales. Pitcairnia calcicola ingår i släktet Pitcairnia och familjen Bromeliaceae.
Artens utbredningsområde är Costa Rica. Inga underarter finns listade i Catalogue of Life.